# Keyacris
Keyacris is een geslacht van rechtvleugeligen uit de familie Morabidae. De wetenschappelijke naam van dit geslacht is voor het eerst geldig gepubliceerd in 1952 door Rehn.

## Soorten
Het geslacht Keyacris omvat de volgende soorten:
- Keyacris interpres Rehn, 1952
- Keyacris marcida Rehn, 1952
- Keyacris scurra Rehn, 1952